# 국도 제169호선 (일본)

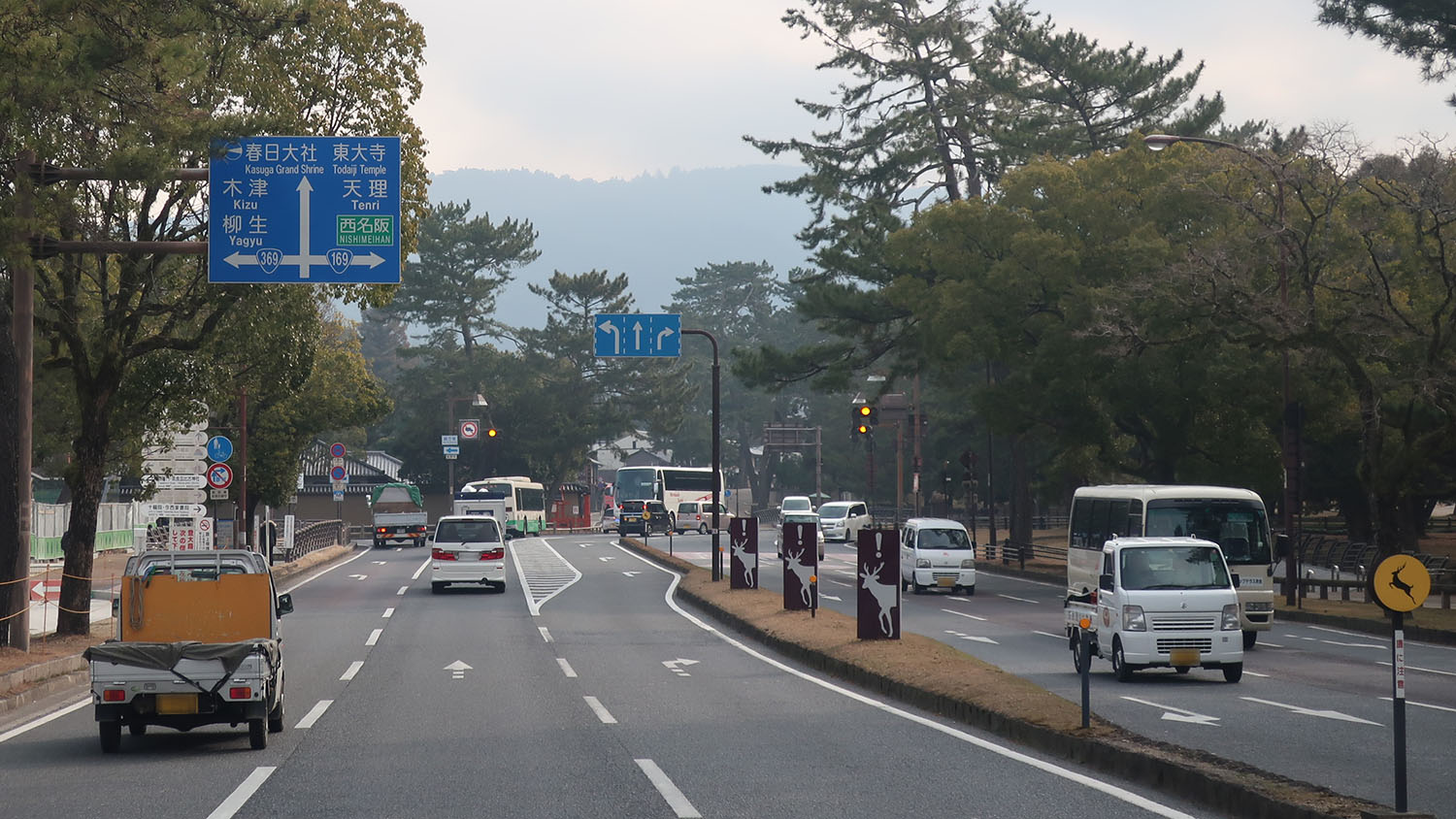
국도 169호선의 기점
나라현 나라시 겐초히가시 교차로

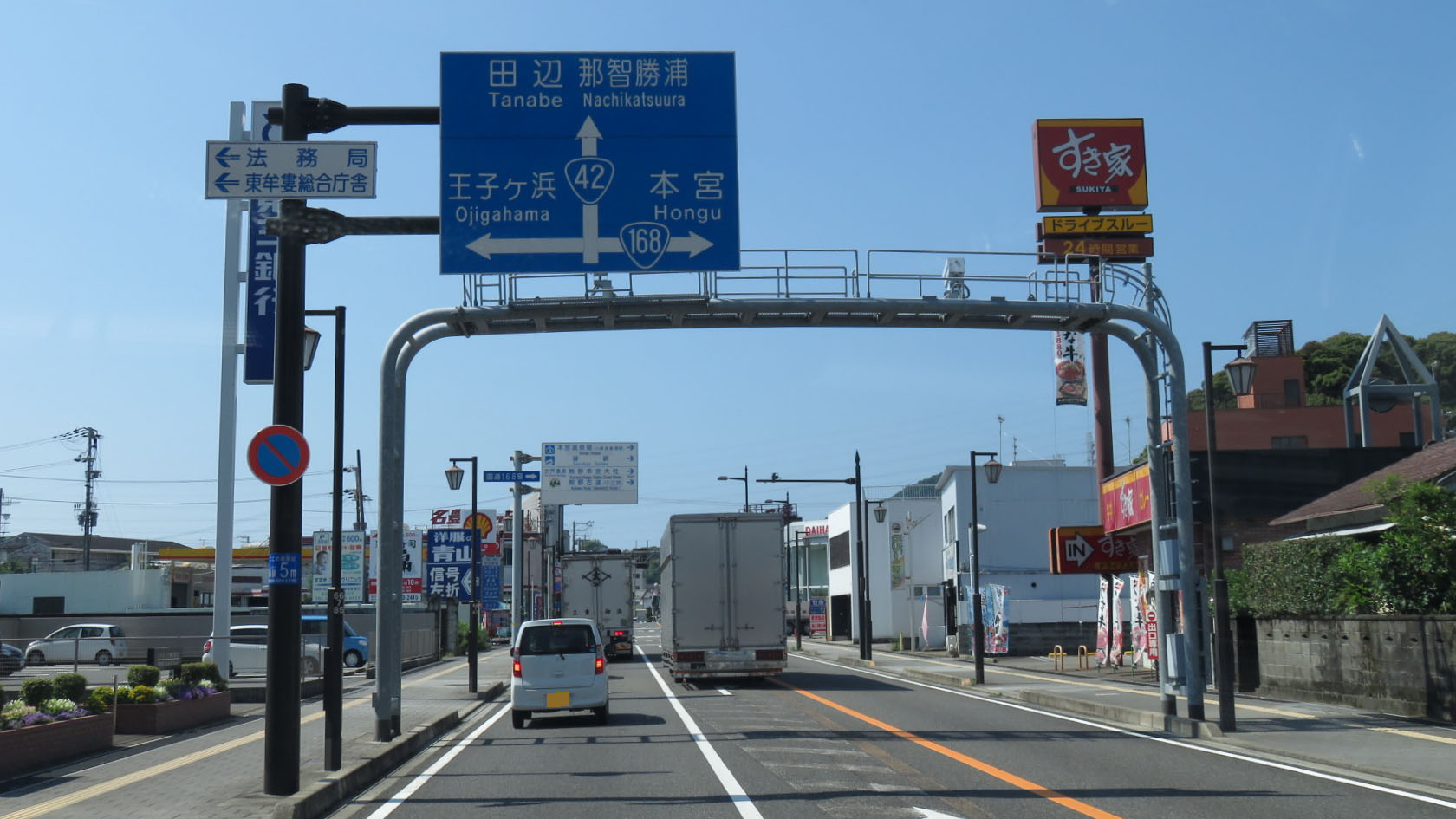
국도 169호선의 종점
와카야마현 신구시 하시모토 교차로
(국도 168호선의 기점)

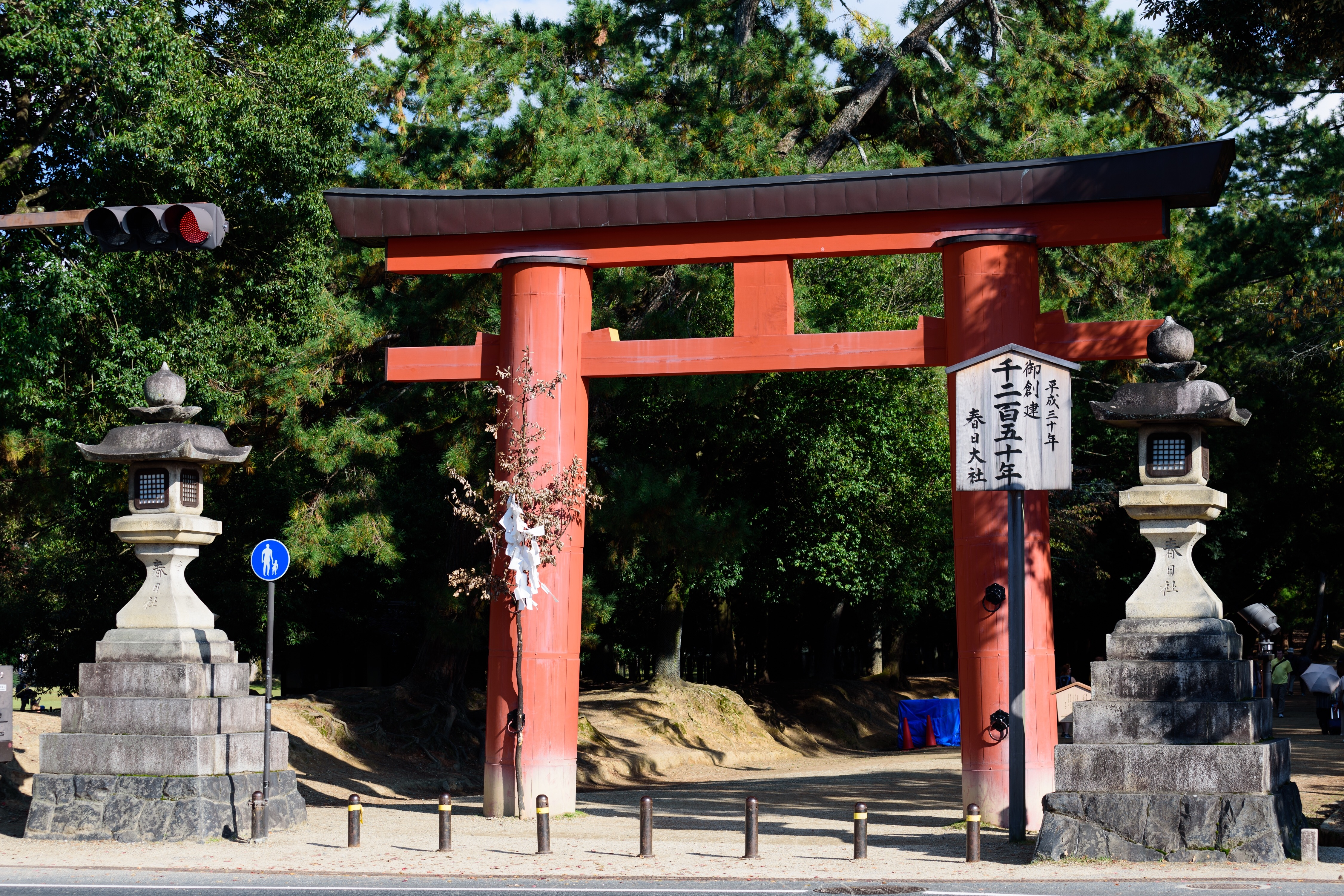
가스가타이샤의 하나 뿐인 도리이의 모습
나라현 나라시 노보리오지초를 거쳐 산조 거리와 교차한다.

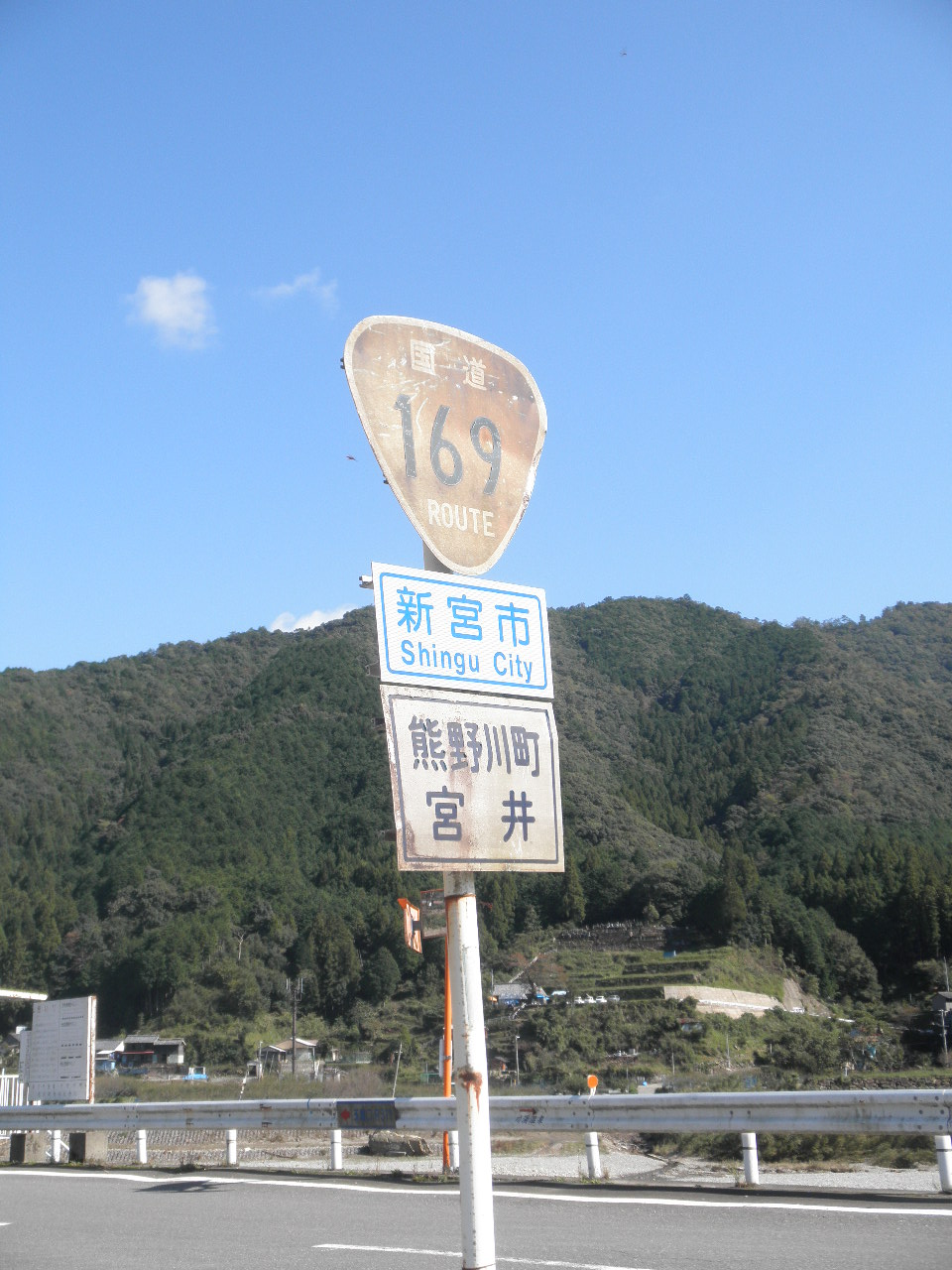
해당 국도의 표지
와카야마현 신구시 구마노가와초 미야이에서 촬영

국도 제169호선(일본어: 国道169号)은 나라현 나라시에서 출발하여 미에현 구마노시를 거쳐 와카야마현 신구시까지 이르는 총 연장 186.2 km의 거리를 이르는 일본의 일반 국도이다.

## 개요
국도 제168호선과 마찬가지로 거의 제대로 잘 갖추어져 있는 도로로 깔끔하게 정비되어 있다. 그러나, 기이반도의 험준한 산간 지대를 중심으로 관통되어 있지만, 구마노시 이남 지역의 경우 정비가 되지 못하자 협소한 길로 남아 있게 되는 특색을 둔다. 국도 제42호선, 국도 제309호선과 더불어 게이한신 지구에서 구마노시와 신구시 이남으로 이어주는 최단 루트로도 물론 기능한다. 다만, 요시노정에서 시모키타야마촌 사이의 구간은 겨울철에 눈이 많이 쌓인 편이기도 하며, 최남단인 와카야마현내 구간은 국도 제168호선과 중복된다. 연선에는 주로 요시노산이라는 일본에서 가장 유명해진 벚꽃 명소가 있기 때문에, 행락을 목적으로 많이 이용되는 노선 중 하나이다. 해당 노선은 나라현의 도쓰카와촌을 살짝 거치고 있으며, 같은 촌내의 관리자 역시 나라현이 아닌 와카야마현의 명의로 등록되어 있다.

### 노선 정보
일반 국도의 노선을 지정하고 있는 정령에 의거한 기종점 및 경유지는 다음과 같다.
- 기점 : 나라시 (겐초히가시 교차로 = 국도 제369호선과의 교점)
- 종점 : 신구시 (하시모토 교차로 = 국도 제42호선과의 교점이자 국도 제168호선의 기점)
- 중요한 경과지 : 덴리시, 사쿠라이시, 가시하라시, 나라현 요시노군 오요도정, 같은 군 요시노정, 같은 군 가미키타야마촌, 같은 군 시모키타야마촌, 구마노시, 와카야마현 히가시무로군 구마노가와정[1]
- 총 연장 : 186.2 km[2]
- 중용 연장 : 22.5 km[3]
- 미공용 연장 : 없음
- 실제 연장 : 163.7 km[4]
  - 현도 : 159.5 km[5]
  - 구도 : 0.2 km[6]
  - 신도 : 4.0 km[7]
- 지정 구간 : 국도 제25호선과의 중복 구간 (나라현 덴리시·가와하라조초 교차로 - 마가타초 교차로)

## 역사
도로법(쇼와 27년 법률 제180호)을 기초로 둔 2급 국도이지만, 최초로 지정되어 있었던 2급 국도 노선 중의 하나이다. 그러나 국도 지정 당시 애초부터 신구시에서 미나미무로군 기노모토정을 거쳐 야마토타카다시까지 이르는 노선으로 지정되어 있었다. 또한 당시에는 국도 제168호선과 마찬가지로 기종점 모두 2급 국도 시절부터 같이 존재하게 되는 형제 노선이기도 하다. 다만, 신구시에서 미나미무로군 기노모토정까지의 구간은 2급 국도 170호선(현재의 42번 국도의 일부)과 중복되어 있었다. 

### 연표
- 1953년 5월 18일 : 2급 국도 169호 신구 기노모토 선(신구시 - 기노모토정)으로 지정 시행[9]
- 1965년 4월 1일 : 도로법 개정에 따라 1·2급 구간을 없애고 일반 국도 169호선으로 전환.
- 1975년 4월 1일 : 신구시에서 구마노시를 경유하는 구간으로 변경
- 1993년 4월 1일 : 기종점을 교체하여 기점 측을 연장하고, 일반 국도 169호선은 나라 신구 선(奈良 - 新宮線)이라는 부 명칭으로 개정

## 지리

### 통과하는 지자체
- 나라현
  - 나라시 - 덴리시 - 사쿠라이시 - 가시하라시 - 다카이치군 아스카촌 - 다카이치군 다카토리정 - 요시노군 오요도정 - 요시노군 요시노정 - 요시노군 가와카미촌 - 요시노군 가미키타야마촌 - 요시노군 시모키타야마촌
- 미에현
  - 구마노시
- 와카야마현
  - 히가시무로군 기타야마촌
- 나라현
  - 요시노군 도쓰카와촌
- 와카야마현
  - 신구시

### 교차하는 도로
국도
- 국도 제369호선 (일본)(일본어판)
- 국도 제25호선
- 국도 제165호선 (일본)(일본어판)
- 국도 제24호선
- 국도 제370호선 (일본)(일본어판)
- 국도 제309호선 (일본)(일본어판)
- 국도 제425호선 (일본)(일본어판)
- 국도 제311호선 (일본)(일본어판)
- 국도 제168호선
- 국도 제42호선

현도
- 나라현도 제80호선
- 나라현도 제41호선
- 나라현도 제51호선
- 나라현도 제36호선
- 나라현도 제50호선
- 나라현도 제14호선
- 나라현도 제15호선
- 나라현도 제35호선
- 나라현도 제39호선
- 나라현도 제40호선
- 와카야마현도 제52호선
- 와카야마현도 제44호선

고속도로 및 기타 유료도로
- 니시메이한 자동차도(일본어판, 중국어판)
- 메이한 국도(일본어판, 중국어판)